# Жэнь Иду
Жэнь Иду (кит. 任以都, англ. E-tu Zen Sun, 24 июля 1921 — 28 июня 2021) — американский историк китайского происхождения. Первая китаянка, которая получила профессиональное историческое образование за границей, она внесла существенный вклад в становление западной синологии.

## Биография
Жэнь Иду родилась в 1921 году в семье видных деятелей Движения 4 мая. Её отец, Жэнь Хунцзюань, был политиком и деятелем образования, в разное время служил ректором Сычуаньского и проректором Нанкинского университов. Её мать, Чэнь Хынчжэ, выпускница Колледжа Вассара, стала первой китаянкой, преподававшей в китайском университете.
Дома девочка получила классическое китайское образование. Её дальнейшей образование проходило на западный манер. С 1927 по 1937 год она обучалась в миссионерской школе Beihua Girls School. После инцидента на мосту Лугоу в 1937 году, ознаменовавшего начало войны между Китаем и Японией, вся семья Жэнь переехала в Шанхай, некоторое время они также жили в Лушане в провинции Цзянси. Однако, по мере того как приближалась японская армия, родители отправили Иду в Гонконг, где она продолжила учебу в колледже для девочек Святого Стефана. После того, как ее приняли в Юго-западный университет, она вернулась в Китай. В университете девушка присоединилась к Союзу китайских христианских студентов и выступила с речами, присутствовала на собраниях и организовывала публикации в поддержку студенческого движения.
В июле 1941 года Иду отправилась в Соединенные Штаты для дальнейшего изучения и поступил на исторический факультет в Колледже Вассара. После окончания университета она поступила в Институт Рэдклиффа в аспирантуру. Ее докторская диссертация была посвящено развитию железных дорог в современном Китае. В 1954 году Иду опубликовала книгу «Китайские железные дороги и британские интересы, 1895—1912».
В период между 1949 и 1950 годами она помогала Джону Кингу Фэрбенку в Гарвардском университете с его рабоотй «Торговля и дипломатия на побережье Китая: открытие торговых портов». Она также внесла вклад в «Кембриджскую историю Китая» (том 13), написав статью об академических группах республиканского периода, а также помогала Оуэну Латтимору в Университете Джонса Хопкинса с интервьюированием мигрантов из Внутренней Монголии. В 1952 году Иду получила свою первую позицию в качестве лектора в Гаучер-колледже. В следующем году её пригласили преподавать в Университет штата Пенсильвания, где в 1970 году она инициировала создание Школы восточно-азиатских исследований.
Муж Иду, Сунь Шоуцюань, получил докторскую степень в Массачусетском технологическом институте. У них есть двое сыновей, один из которых Рэймонд, является преподавателем в Университете Вашингтона.

## Список работ
Книги
- BIBLIOGRAPHY ON CHINESE SOCIAL HISTORY，Institute of Far Eastern Languages, Yale University, New Haven，Conn.，1952, Co-author: John DeFrancis.
- CHINESE RAILWAYS AND BRITISH INTER- ESTS, 1898—1911. King^ Crown Press, New York, 1954. Reissued by Russell & Russell, New York, 1971，
- CHINESE SOCIAL HISTORY: TRANSLA TIONS OF SELECTED STUDIES, American Council of Learned Societies, Washington, D.C., 1956. Coauthor: John DeFrancis* Reissued by Octagon Books, New York, 1972.
- CHfING ADMINISTRATIVE TERMS, Harvard University Press, Cambridge，Mass.，196L Translator and editor.
- TIEN-RUNG KfAI~WU: CHINESE TECHNOLOGY IN THE SEVENTEENTH CENTURY, Annotated translation of the 1637 work by Sung Ying —hsing. Pennsylvania State University Press, University Park, Pa" 1966. Co — author: Shiou- —chuan Sun.

Части книг
- Mining Labor in the Ch’ing Period，" in APPROACHES TO MODERN CHINESE HISTORY, ed* by A. Feuerwerker, R. Murphey, and Mary C. Wright, University of California Press, 1967.
- Sericulture and Silk Textile Production in Ch’ing China, « in ECONOMIC ORGANIZATION IN CHINESE SOCIETY, ed. by William E. Willmott. Stanford University Press, 1972.
- SILK INDUSTRY IN CH^ING CHINA, translated from the Chinese (by Shih Min-hsiung), Center for Chinese Studies, University of Michigan, Ann Arbor, Mich,，1976.
- Chinese History of Technology: Some Points for Comparison with the West, in THE HISTORY AND PHILOSOPHY OF TECHNOLOGY, ed. by George Bugliarello and Dean B, Doner. University of Illinois Press, Urbana, 111., 1979.
- SELECTED ESSAYS IN CHINESE ECONOMIC HISTORY, publication sponsored by the New Asia Institute for Advanced Studies，Hong Kong, 1981,
- Education Trends in China in the Period of the 1911 Revolution, in ESSAYS IN COMMEMORATION OF THE SEVENTIETH ANNIVERSARY OF THE 1911 REVOLUTION(in Chinese), Beijing, 1983, vol. 3, pp. 2641-2659-
- The Growth of the Academic Community, 1912 −1949» in CAMCAMBRIDGE HISTORY OF CHINA, vol. 13, chap, 8. Cambridge University, Press，1986.

Статьи